# Джеймі Ніколсон
Джеймс Нейл Ніколсон (англ. James Neil Nicolson; 9 листопада 1971 — 28 лютого 1994) — австралйський боксер, призер чемпіонату світу серед аматорів.

## Аматорська кар'єра
На чемпіонаті світу 1989 року завоював бронзову медаль.
- В 1/8 фіналу переміг Церендоржина Амарджаргала (Монголія) — 19-16
- В 1/4 фіналу переміг Джеймса Макавімбана (Індонезія) — 31-10
- У півфіналі програв Киркору Киркорову (Болгарія) — 4-17

На Іграх Співдружності 1990 завоював бронзову медаль.
На чемпіонаті світу 1991 здобув дві перемоги, а у чвертьфіналі програв Хосіну Солтані (Алжир).
На Олімпійських іграх 1992 програв у першому бою Даніелю Думітреску (Румунія).

## Професіональна кар'єра
Впродовж 1992—1994 років провів 8 боїв на професіональному рингу.

## Смерть
28 лютого 1994 року Джеймі Ніколсон разом зі своїм 10-річним братом Гевіном загинув у ДТП.